# Kåre Bjørnsen
Kåre Bjørnsen (17 luglio 1934 – 6 marzo 1993) è stato un calciatore norvegese, di ruolo difensore.

## Carriera

### Club
Bjørnsen vestì la maglia del Viking dal 1951 al 1962. Collezionò 103 presenze e 2 reti in campionato.

### Nazionale
Bjørnsen conta una presenza per la Norvegia. Il 26 maggio 1960, infatti, fu in campo nella sconfitta per 3-0 contro la Danimarca.

## Statistiche

### Cronologia presenze e reti in Nazionale
| Cronologia completa delle presenze e delle reti in nazionale ― Norvegia | Cronologia completa delle presenze e delle reti in nazionale ― Norvegia | Cronologia completa delle presenze e delle reti in nazionale ― Norvegia | Cronologia completa delle presenze e delle reti in nazionale ― Norvegia | Cronologia completa delle presenze e delle reti in nazionale ― Norvegia | Cronologia completa delle presenze e delle reti in nazionale ― Norvegia | Cronologia completa delle presenze e delle reti in nazionale ― Norvegia | Cronologia completa delle presenze e delle reti in nazionale ― Norvegia |
| Data                                                                    | Città                                                                   | In casa                                                                 | Risultato                                                               | Ospiti                                                                  | Competizione                                                            | Reti                                                                    | Note                                                                    |
| ----------------------------------------------------------------------- | ----------------------------------------------------------------------- | ----------------------------------------------------------------------- | ----------------------------------------------------------------------- | ----------------------------------------------------------------------- | ----------------------------------------------------------------------- | ----------------------------------------------------------------------- | ----------------------------------------------------------------------- |
| 26-5-1960                                                               | Copenaghen                                                              | Danimarca                                                               | 3 – 0                                                                   | Norvegia                                                                | Nordisk Mesterskap 1960-1963                                            | -                                                                       |                                                                         |
| Totale                                                                  |                                                                         | Presenze                                                                | 1                                                                       |                                                                         | Reti                                                                    | 0                                                                       |                                                                         |

## Palmarès

### Club

#### Competizioni nazionali
- Coppa di Norvegia: 2

Viking: 1953, 1959
- Campionato norvegese: 1

Viking: 1957-1958